# Герб лену Вестерноррланд
Герб лену Вестерноррланд (швед. Västernorrlands läns vapen) — символ сучасного адміністративно-територіального утворення лену Вестерноррланд.

## Історія
Герб лену Вестерноррланд затверджено 1941 року.

## Опис (блазон)
Щит розтятий; у 1-у синьому полі три срібні лососі з червоними плавниками і хвостами, один над одним, середній повернутий ліворуч, два інші — праворуч;
2-е перетяте хвилясто 4 рази на синє, срібне, червоне, срібне та синє поля.

## Зміст
У гербі лену Вестерноррланд поєднано символи ландскапів Онгерманланд і Медельпад.
Герб лену може використовуватися органами влади увінчаний королівською короною.

## Галерея

Герб Онгерманланду
Герб Медельпаду